# Něnečtina
Něnečtina spadá do skupiny samojedských jazyků uralské jazykové rodiny. S přibližně 21 900 mluvčími (údaj z roku 2010 dle www.ethnologue.com) je nejrozšířenějším jazykem v podskupině severních samojedských jazyků. Dělí se na dva dialekty – tundrovou (ненэцяʼ вада) a lesní (нешаӈ вата) něnečtinu. Lesní něnečtina je na pokraji zániku, tundrovou mluví zhruba 95 % populace Něnců.
Něnci byli dříve označováni také jako Jurakové nebo Samojedi/Samodijci. Tato etnická skupina obývá polární končiny severovýchodní Evropy a severozápadní Sibiře, od poloostrova Kanin na Bílém moři až po deltu řeky Jenisej; žijí také na Kolském poloostrově a na ostrovech v Severním ledovém oceánu. Administrativně se toto území rozděluje na Něnecký autonomní okruh v rámci Archangelské oblasti a Jamalo-něnecký autonomní okruh v rámci Ťumeňské oblasti.

## Písmo a literatura

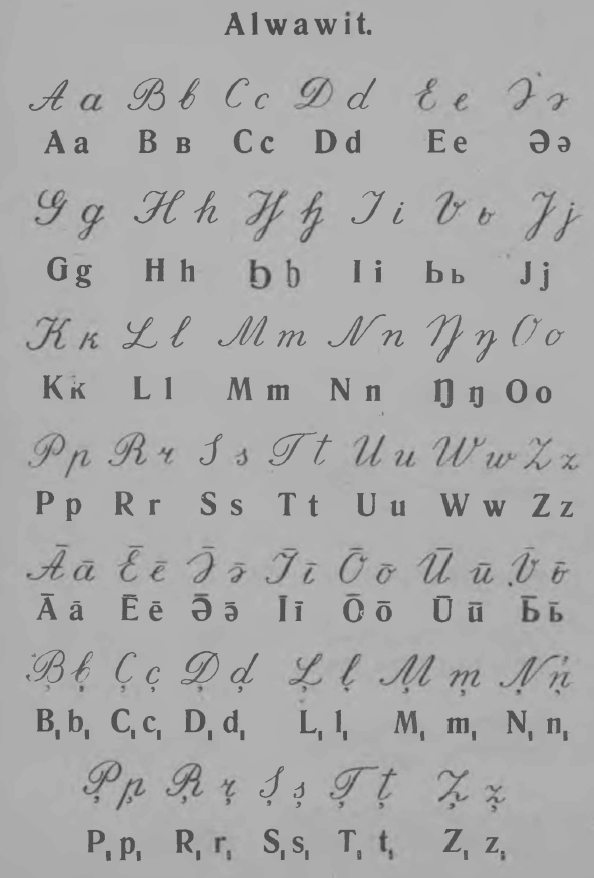
Něnečtina v latince (1931)

Po staletí se zapisovalo piktografickým písmem, což patřilo obecně k rysům kultury severských národů. O ustálení psaného jazyka usilovali především pravoslavní misionáři, ve 30. letech 19. století publikoval první texty náboženského charakteru archimandrita Venjamin Smirnov. Jeden z prvních slabikářů vydal J. Sibircev (1895). Něnecký spisovný jazyk byl ustálen v roce 1932, a to na základě jednoho ze středních dialektů, který využíval latinku. Poté byl vydán slabikář Jadei vada (Nový svět), čítanka, kniha aritmetiky a školní slovníky, vedle toho také pár politických textů a drobných překladů z ruštiny. V roce 1937 se paralelně zavedl přepis do azbuky. Téhož roku Sergej Prokofjev napsal přehled gramatiky. V současné době se vydávají především učebnice, existuje ale i něnecká krásná literatura. Nejznámějšími autory jsou např. Tyko Vylka (1886-1960), Ivan Istomin (1917-1988), Leonid Lapcui (*1932) nebo Vassilij Ledkov (*1933). Jediné něnecky psané noviny – Nyjaryjana Ngyrm (Červený sever) – vychází v Salechardu, hlavním městě Jamalo-něneckého autonomního okruhu.
Moderní Něnecká abeceda:
| А а | Б б | В в | Г г | Д д | Е е | Ё ё | Ж ж |
| З з | И и | Й й | К к | Л л | М м | Н н | Ӈ ӈ |
| О о | П п | Р р | С с | Т т | У у | Ф ф | Х х |
| Ц ц | Ч ч | Ш ш | Щ щ | Ъ ъ | Ы ы | Ь ь | Э э |
| Ю ю | Я я | ʼ   | ʼʼ  |     |     |     |     |

V abecedě lesního dialektu něneckého jazyka se také používají písmena Ӆ ӆ a Ӭ ӭ.

## Něnečtina jako předmět bádání
První, kdo poukázal na příbuzenství finno-ugrických a samojedských jazyků, byl J. von Strahlenberg (1730). Sběrem lingvistického materiálu se dále zabývali D. G. Messerschmidt, J. von Klaproth nebo A. G. Schrenk. V roce 1767 se misionář J. S. Vater rozhodl vytvořit stručnou gramatiku něnečtiny, a to na základě jedné legendy; je zřejmé, že materiál, který si pro práci zvolil, rozhodně nedostačoval. O něco úspěšnější byl M. A. Castrén – vydal první gramatiku samojedských jazyků (Grammatik der samojedischen Sprachen, 1854), následně také slovník (Wörterverzeichnis aus den samojedischen Sprachen, 1855). Na tato díla v roce 1912 navázal T. Lehtisalo.
V roce 1930 byl v tehdejším Leningradu založen Institut severských národů (rus. Институт Народов Севера), který se specializuje na menšinová etnika z polárních regionů a Sibiře. V roce 1937 G. Prokofjev napsal stručný přehled gramatiky, zhruba o 30 let později vydala Natal’ja Tereščenko gramatiku poněkud obsáhlejší (1966). Spolu s A. Porerkou také zkompilovala první bilingvní slovník (1948). Sbírku folkloru vydal T. Lehtisalo (1947), etnologii zkoumal L. Homich. V současné době se něnečtinou zabývá Tapani Salminen, působící na univerzitě v Helsinkách.

## Gramatický systém něnečtiny

### Hlásky

#### Vokály
Samohlásky se dělí na krátké a dlouhé, rozlišují se také přední a zadní. V tabulkách jsou uvedený včetně ortografického přepisu.
Krátké samohlásky
| foném | přední | zadní |
| ----- | ------ | ----- |
| a     | a      | я     |
| e     | э      | e     |
| o     | o      | ë     |
| i     | ы      | и     |
| u     | y      | ю     |

Dlouhé samohlásky
| foném | přední | zadní |
| ----- | ------ | ----- |
| æ     | э      |       |
| í     | ы      | и     |
| ú     | y      | ю     |

#### Konsonanty
| Text záhlaví    | labiály | palatolabiály | dentály | palatály | veláry | glotály    |
| --------------- | ------- | ------------- | ------- | -------- | ------ | ---------- |
| nazály          | m (м)   | my            | n (н)   | ny       | ng     |            |
| plozívy neznělé | p (п)   | py            | t (т)   | ty       | k (к)  | q/h (“⁄ ’) |
| plozívy znělé   | b (б)   | by            | d (д)   | dy       |        |            |
| afrikáty        |         |               | c (ц)   | cy       |        |            |
| frikatívy       |         |               | s (c)   | sy       | x (x)  |            |
| aproximanty     | w (в)   |               |         | ÿ (й)    |        |            |
| laterály        |         |               | l (л)   | ly       |        |            |
| vibranty        |         |               | r (р)   | ry       |        |            |

### Morfologie
Něnečtina je syntetický, převážně aglutinační, ale zčásti také flektivní jazyk. Má dva hlavní slovní druhy – slovesa a jména (resp. substantiva). Vedle jmen existují i další, vedlejší druhy vykazující některé nominální kategorie – např. osobní zájmena, různé skupiny adverbií a postpozicí. Adjektiva netvoří samostatný slovní druh, ačkoliv mohou mít jisté derivační odchylky a zvláštnosti. To samé platí pro číslovky.
Dalším, okrajovým slovním druhem jsou částice, tedy slova neohebná.

#### Slovesa
U něneckých sloves se určují následující kategorie: způsob, čas, konjugace (subjektivní, objektivní, reflexivní), číslo objektu (při konjugaci objektivní), osoba a číslo subjektu. Existuje i pár neurčitých slovesných tvarů.

##### Způsob
Něnecké sloveso může mít až 16 způsobů. Jejich druhy si předvedeme u slovesa nú- „to stand; stát“ ve 3. osobě jednotného čísla.
1. indikativ: nú° - (s)he stands; on/a stojí
2. imperativ, mající tři pod-způsoby: hortativ pro 1. os.: 1. sg. núxəd°m - let me stand (lépe by se překládal pl., tedy „stůjme“); imperativ pro 2. os.: núq – stand!; stůj!; optativ pro 3. os.: 3. sg. nú°ya - let him/her stand; ať on/a stojí
3. konjunktiv: núyi - (s)he will stand (request); bude(-li) stát
4. necesitativ: núbcu -(s)he shall stand (demand); měl/a by stát
5. interogativ: núsa - did (s)he stand?; stál/a?
6. imperfektivní probabilitativ: núnaki° - (s)he may stand; mohl/a stát
7. perfektivní probabilitativ: núweki° - (s)he may have stood; mohl/a býval/a stál/a
8. obligativ: núbcaki° - (s)he should stand (expectation); měl/a by býval/a stá/a
9. imperfektivní aproximativ: núnarəxa - (s)he seems to stand; vypadá, že stál/a
10. perfektivní aproximativ: núwerəxa - (s)he seems to have stood; vypadá, že býval/a stál/a
11. aproximativ futura: núw°ntar°xa - (s)he seems to be going to stand; vypadá, že bude stát
12. superprobabilitativ: núwan°ŋkəbya - (s)he probably stands; pravděpodobně stojí
13. hyperprobabilitativ: núr°xawi° - (s)he must have stood; musel/a stát
14. narativ: núwi° - (s)he has stood; stojí, popř. stál/a
15. reputativ: núw°na - (s)he is supposed to stand; má stát
16. desiderativ: núr°wa - (s)he is encouraged to stand; je vybízen/a, aby stál/a

##### Čas
Uvádí se dvě kategorie času – aorist a préteritum. Aorist, jakožto čas jednodušší, nemá žádné speciální tvoření, préteritum vyžaduje sufix.
|            | aorist | préteritum |
| ---------- | ------ | ---------- |
| 1. os. sg. | núəd°m | nú°dəmcy°  |
| 2. os. sg. | núən°  | nú°nəsy°   |
| 3. os. sg. | nú°    | núəsy°     |

##### Konjugace
Slovesa se rozdělují do čtyř konjugačních skupin:
1. Intranzitivní slovesa mají pouze subjektivní konjugaci.
2. Tranzitivní mohou mít subjektivní i objektivní konjugaci.
3. Reflexivní slovesa mají reflexivní.
4. Tranzitivně-reflexivní mají všechny tři typy.

Konjugační skupiny jsou spojeny se čtyřmi sadami osobních sufixů:
1. pro subjektivní konjugaci,
2. pro objektivní konjugaci, pokud je objekt v singuláru,
3. pro objektivní konjugaci s objektem v plurálu,
4. pro reflexivní konjugaci.

##### Osoba a číslo
Něnecké sloveso rozlišuje tři čísla (singulár, duál, plurál) a tři osoby. Následující tabulka obsahuje nejběžnější osobní sufixy pro indikativ (a další slovesné způsoby), a to podle konjugačních skupin zmíněných výše.
| číslo    | osoba | subjektivní k. | objektivní k., objekt sg. | objektivní k., objekt pl. | reflexivní k. |
| -------- | ----- | -------------- | ------------------------- | ------------------------- | ------------- |
| singulár | 1.    | -t-əm          | -m-ə                      | -n-ə                      | -m-əq         |
|          | 2.    | -n-tə          | -r-ə                      | -t-ə                      | -n-tə         |
|          | 3.    | ø              | -t-a                      | -t-a                      | -q            |
| duál     | 1.    | -n-yih         | -m-yih                    | -n-yih                    | -n-yih        |
|          | 2.    | -t-yih         | -r-yih                    | -t-yih                    | -t-yih        |
|          | 3.    | -xəh           | -t-yih                    | -t-yih                    | -xəh          |
| plurál   | 1.    | -m-aq          | -m-aq                     | -n-aq                     | -n-aq         |
|          | 2.    | -t-aq          | -r-aq                     | -t-aq                     | -t-aq         |
|          | 3.    | -q             | -t-oh                     | -t-oh                     | -t-əq         |

#### Jména
Něnecká nominální flexe vyjadřuje číslo, pád, skloňování (absolutní, posesivní, predestinační). U ne-absolutního skloňování se určuje také osoba a číslo vlastníka či predestinátora.

##### Číslo a pád
Substantivum v něnečtině může mít tři čísla – singulár, duál a plurál. Pádů rozlišuje celkem sedm – gramatické (nominativ, akuzativ, genitiv) a lokální (dativ, lokativ, ablativ, prolativ). Druhá skupina pádu, tj. pády lokální, se neuplatňují u duálu, pády se nahrazují postpozicí.
|           | singulár   |
| --------- | ---------- |
| nominativ | xanena     |
| genitiv   | xanena'    |
| akuzativ  | xanenam'   |
| dativ     | xanenan'   |
| lokativ   | xanenaxana |
| ablativ   | xanenaxab  |
| prolativ  | xanenawna  |

### Syntax
Něnečtina využívá tzv. slovosled řazení slov (subjekt-objekt-sloveso). Objekt bývá většinou v akuzativu, pokud je věta v imperativu, objekt zůstává v nominativu.

## Vzorový text

### Všeobecná deklarace lidských práv
| něnecky     | Ет хибяри ненэць соямарианта хуркари правада тнява, ӈобой ненээя ниду нись токалба, ӈыбтамба илевату тара.                                 |
| transkripce | Et xibjari nenėc’ sojamarianta xurkari pravada tnjava, ṇoboj nenėėja nidu nic’ tokalba, ṇybtamba ilevatu tara.                             |
| česky       | Všichni lidé se rodí svobodní a sobě rovní co do důstojnosti a práv. Jsou nadáni rozumem a svědomím a mají spolu jednat v duchu bratrství. |